# Драговац (Приштина)
Драговац (алб. Dragoc) је насељено место у граду Приштини, на Косову и Метохији. Према попису из 2024. у насељу је живело 200 становника.

## Становништво
Према попису из 2011. године, Драговац има следећи етнички састав становништва:
| Националност | 2011.        |
| Албанци      | 176 (98.88%) |
| Бошњаци      | 1 (0.56%)    |
| остали       | 1 (0.56%)    |
| Укупно       | 178          |

| Демографија | Демографија | Демографија |
| Година      | Становника  | Становника  |
| ----------- | ----------- | ----------- |
| 1948.       | 439         |             |
| 1953.       | 494         |             |
| 1961.       | 580         |             |
| 1971.       | 619         |             |
| 1981.       | 539         |             |
| 1991.       | 482         |             |
| 2011.       | 178         |             |